# ماركوس جورج سينجر
ماركوس جورج سينجر (بالإنجليزية: Marcus George Singer)‏ هو فيلسوف أمريكي، ولد في 4 يناير 1926 في نيويورك في الولايات المتحدة، وتوفي في 21 فبراير 2016 في ماديسون في الولايات المتحدة.